# Avitta Bibba
Avitta Bibba war eine antike Stadt in Nordafrika in der römischen Provinz Africa proconsularis beim heutigen Henchir Bou Ftis in Tunesien.
Die Stadt lag an der Straße von Agbia nach Pupput. Ihre Verfassung war ursprünglich von den Karthagern geprägt; seit Hadrian war Avitta Bibba römisches Municipium.
Auf ein spätantikes Bistum der Stadt geht das Titularbistum Avitta Bibba der römisch-katholischen Kirche zurück.